# 35 mm GDF
L'Oerlikon GDF da 35x228 mm, tipico cannone antiaereo svizzero, è un'arma automatica con grande cadenza di tiro ed elevata velocità iniziale, anche se non ha munizioni di prossimità, costruito dalla Oerlikon-Bührle.

## Storia
Il suo sviluppo iniziò negli anni cinquanta, ed era noto come IZLA/353, poi denominato per l'appunto, in genere, GDF.
Esso venne prodotto in oltre 1600 esemplari solo nel sistema trainato, e gli argentini ne usarono alcuni contro gli inglesi (anche contro i reparti a terra) nel 1982, ma senza impedirgli la vittoria finale. I cannoni argentini sono stati catturati dagli inglesi che ne hanno fatto uso per la difesa delle basi aeree, considerandoli molto efficaci.
Tra gli altri clienti vi sono nazioni come la Spagna, il Giappone e altri 20 altri stati. Sebbene incapace di contrastare alla pari il Bofors, il GDF si è dimostrato arma di grande successo.
Un sistema simile a 2 canne da 35 mm è anche l'armamento dei semoventi Gepard, abbinato a 2 radar di tiro e un sistema ottico, con oltre 600 costruiti negli anni settanta. Più di recente è stata proposta una torretta simile, inglese, la Marksman, che è stata adattata ad alcuni carri finlandesi.
La sua carriera ha visto anche affusti binati navali, molto simili progettualmente al semovente Gepard, e l'arma può essere rivitalizzata con le recenti munizioni AHEAD, con spoletta a tempo programmata elettronicamente per scoppiare giusto davanti al bersaglio, e con una letalità addirittura maggiore che nel caso di semplici munizioni con spoletta di prossimità.

## Caratteristiche tecniche
L'impianto su cui è installato ha un volume di fuoco complessivo di ben 1100 colpi al minuto, in quanto normalmente è sistemato su impianti binati, trainati o su scafo Leopard (Gepard). Infatti la sua mancanza di munizioni di prossimità, a differenza del Bofors da 40 mm, rendeva necessario se non altro aumentare il volume di fuoco complessivo dell'arma.
L'affusto è sistemato su 4 ruote, sollevabili dal terreno e sostituite così da 4 martinetti, che assicurano la necessaria stabilità. La rotazione e l'alzo, con motore idraulico, sono di 112 e 56 gradi al secondo, consentendo di seguire praticamente qualunque bersaglio a tiro. Le armi, ad altissima velocità iniziale grazie alla canna da 90 calibri sono dotate di 56 colpi pronti al tiro per ciascuna, oltre a 126 di riserva sull'impianto stesso. La direzione di tiro, ottica, è affidata nel modello iniziale ad un sistema optronico Ferranti. L'alimentazione è basata su clip di 7 colpi, ma l'artiglieria in parola è facilmente aggiornabile con kit di modifica, una delle quali comprende un'alimentazione con un vero e proprio nastro di alimentazione per circa 200 colpi. L'aggiornamento del GDF è passato anche in altri settori, anche più sensibili all'obsolescenza.
Infatti le proposte d'aggiornamento per questo concorrente del Bofors non sono mancate, per esempio, scatole di aggiornamento modulari, sistema Contraves Gun King per sostituire il sistema originario, collegamenti a radar come il Super Fledermaus, poi sostituito dallo Skyguard che può operare anche con lanciamissili Sparrow o Aspide. In genere una batteria di tiro è data da soli 2 sistemi, 2 generatori e un radar Skyguard. Tra gli altri accessori disponibili, vi sono anche misuratori di velocità iniziale ad induzione magnetica, posti all'uscita della bocca da fuoco.
La munizione perforante decalibrata può perforare non meno di 40 mm di acciaio a 60 gradi e 1000 metri, praticamente quanto il cannone S-60 da 57 mm sovietico con munizioni AP. 3500 metri di gittata contraerea pratica, 6000 quella AA teorica, e 9500 metri per la max. gittata sull'orizzonte. Quelle esplosive hanno una massa di circa 700gr.

## Varianti
Esiste una versione navalizzata che sfrutta due tipi di montaggio denominate GDM-A e GDM-C con entrambe le versioni binate ed esiste anche una versione singola priva di torretta e provvista di un sidecar per l'operatore, che equipaggia alcuni pattugliatori della Marina giapponese.
La versione originale Oerlikon è la GDM-A con una torretta compatta simile a quella del CIWS Dardo con i due cannoni sistemati al centro ed un unico sistema di caricamento. La versione GDM-C progettata da Oerlikon e OTO Melara e prodotta dalla OTO Melara di La Spezia ha la torretta assai allungata e bassa, con i cannoni sistemati ai suoi lati. Tale versione denominata OE/OTO è stata adottata dalle quattro corvette costruite per i libici Classe Assad.
Uno degli sviluppi più recenti è il Millennium, che ha una sola canna, resa più stabile da un traliccio di supporto, cosa necessaria perché la cadenza di tiro, seguendo gli sviluppi della meccanica (es. il Bofors ha visto aumentare la cadenza di tiro da 120c/min degli anni '40, a 230 negli anni '60, a 300 nei '70, a 450 negli '80) ha raggiunto i 1000c/min e ora una canna è più che sufficiente.

## Considerazioni
Le munizioni AHEAD e i nuovi sistemi di controllo del tiro ne fanno un'arma temibilissima. Il 35 mm con le sue doti balistiche, è anche proposto per vari tipi di mezzi corazzati, il primo dei quali era il MOWAG Tornado, un mezzo simile al Marder ma più armato. Non ebbe successo, negli anni '80 era ancora troppo presto per pensare a mezzi della fanteria tanto complessi e costosi.